# Reserva Paisajística Nor Yauyos Cochas
Die Reserva Paisajística Nor Yauyos Cochas ist ein Schutzgebiet in West-Peru in den Regionen Junín und Lima. Reserva Paisajística lässt sich ins Deutsche als „Landschaftsreservat“ übersetzen. Das Schutzgebiet wurde am 1. Mai 2001 eingerichtet. Verwaltet wird es von der staatlichen Naturschutz-Agentur Servicio Nacional de Areas Naturales Protegidas por el Estado (SERNANP). Das Areal besitzt eine Größe von 2212,68 km². Das Schutzgebiet dient der Erhaltung einer Gebirgslandschaft in der peruanischen Westkordillere. Es wird in der IUCN-Kategorie V geführt. Es ist eines von zwei Schutzgebieten der Kategorie Reserva Paisajística in Peru. Das andere Schutzgebiet ist die Reserva Paisajística Subcuenca del Cotahuasi.

## Lage
Das Schutzgebiet liegt in der peruanischen Westkordillere, 130 km östlich von Lima, in Höhen zwischen 2780 m und 5750 m. Dort erstreckt es sich über die Cordillera Huarochirí. Im Süden des Schutzgebietes befindet sich das mittlere und obere Einzugsgebiet des Río Cañete, im Norden das des Río Pachacayo, ein Nebenfluss des Río Mantaro. Das Schutzgebiet liegt in den Distrikten Alis, Carania, Huancaya, Laraos, Miraflores, Tanta, Tomas und Vitis der Provinz Yauyos sowie im Distrikt Canchayllo der Provinz Jauja.

## Ökologie
Zur Vogelwelt des Schutzgebietes gehören die Lappentaucher-Gattung Podiceps, der Nachtreiher (Nycticorax nycticorax), der Punasichler (Plegadis ridgwayi), die Andengans (Chloephaga melanoptera) und Vertreter der Eigentlichen Enten (Anas). Zu den Säugetieren in dem Gebiet gehören der Andenschakal (Lycalopex culpaeus), der Weißwedelhirsch (Odocoileus virginianus), die Bergkatze (Leopardus jacobita), die Peruanische Hasenmaus (Lagidium peruanum), der Puma (Puma concolor), die Südliche Pampaskatze (Leopardus pajeros), der Nordandenhirsch (Hippocamelus antisensis), das Vikunja (Vicugna vicugna), das Lama (Lama glama) und das Alpaka (Vicugna pacos). Zur Flora gehören Polylepis incana aus der Gattung Polylepis und Puya raimondii.